# Antipodochlora
Antipodochlora is een geslacht van libellen (Odonata) uit de familie van de glanslibellen (Corduliidae).

## Soorten
Antipodochlora omvat 1 soort:
- Antipodochlora braueri (Selys, 1871)